# Strychnos lucida
Strychnos lucida là một loài thực vật có hoa trong họ Mã tiền. Loài này được R. Br. miêu tả khoa học đầu tiên năm 1810.